# Guillermo Douglas, I conde de Douglas
Guillermo Douglas, I conde de Douglas (h. 1327-1384), fue un magnate escocés. 

## Biografía
Douglas era el hijo de Sir Archibald Douglas y Beatrice Lindsay, y sobrino de James Douglas, delegado de confianza de Robert the Bruce. Fue educado en Francia. En 1342, su tío Hugo, llamado "el tonto" le entregó el señorío de Douglas.
Douglas regresó a Escocia cuando alcanzó la mayoría de edad. En 1346-47 tras la batalla de Neville's Cross, Eduardo de Balliol saqueó el sur de Escocia. Douglas reunió a sus hombres y expulsó a los ingleses de sus tierras ancestrales de Douglasdale. En los años siguientes, luchó en guerra de guerrillas contra los ingleses en el bosque de Ettrick y Jedforests. 
Douglas fue uno de los encargados de negociar con los ingleses la liberación del rey David II de Escocia.
En febrero de 1354, Douglas recibió una nueva carta del rey David otogándole todas las tierras poseídas por su tío Sir James, su padre Sir Archibald, y el caballero Liddesdale.
En 1355 la tregua con Inglaterra expiró y Douglas con el conde de Dunbar y March, cuyas tierras habían sido devastadas, decidieron tomar el castillo de Norham como represalia. Después de varias escaramuzas, el rey Eduardo III se retiró a Inglaterra y Douglas arregló una tregua con William de Bohun, I conde de Northampton, que duraría hasta la fiesta de San Miguel.
Douglas pasó a Francia y luchó por Juan II de Francia contra Eduardo de Woodstock, el príncipe de Gales, conocido popularmente, desde el siglo XVI, como el "Príncipe Negro". Douglas estuvo presente en la batalla de Poitiers donde fue nombrado caballero por el rey francés. Douglas combatió en la formación de batalla del propio rey, pero cuando parecía que el combate estaba terminado, Douglas fue sacado por sus hombres de la melée. Froissart afirma que "... estaba el conde Douglas de Escocia combatiendo con gran valor, pero cuando vio que la derrota se decantaba por el lado de los franceses, partió y se salvó lo mejor que pudo, pues de ningún modo habría querido ser apresado ni caer en manos de los ingleses. Habría preferido que lo mataran en el lugar". Después de la derrota, Douglas escapó, pero dejó a un número de sus hombres cautivos o muertos, incluyendo a su primo carnal posteriormente el III conde de Douglas, Archibald el Ceñudo.
Regresó a Escocia, y estuvo implicado en la negociación de paz con los ingleses. Intervino en el parlamento que se reunió en Berwick en 1357, que finalizaron con la liberación del rey David a través del tratado de Berwick, siendo el propio Douglas una de las garantías para su liberación.
Fue nombrado conde de Douglas el 26 de enero de 1358. Cuando ascendió al trono Roberto II, Douglas fue nombrado Justiciar South of the Forth en 1372. Los últimos años de su vida los pasó haciendo y rechazando incursiones fronterizas. Murió en Douglas en mayo de 1384.

## Matrimonio y descendencia
Guillermo, conde de Douglas se casó en 1357, con Margarita, condesa de Mar y tuvieron dos hijos:
- James Douglas, II conde de Douglas (1358–1388)
- Isabel Douglas, condesa de Mar (1360–1408)

El conde de Douglas también tuvo hijos fuera del matrimonio, con la cuñada de su esposa, Margaret Stewart, viuda de Thomas, conde de Mar y condesa de Angus por derecho propio:
- George Douglas, heredó Angus y fue más tarde nombrado conde de Angus.

- Margaret Douglas, recibió en 1404 las tierras de Bonjedward de su hermana Isabel of Mar.[15]